# Satellite laser ranging

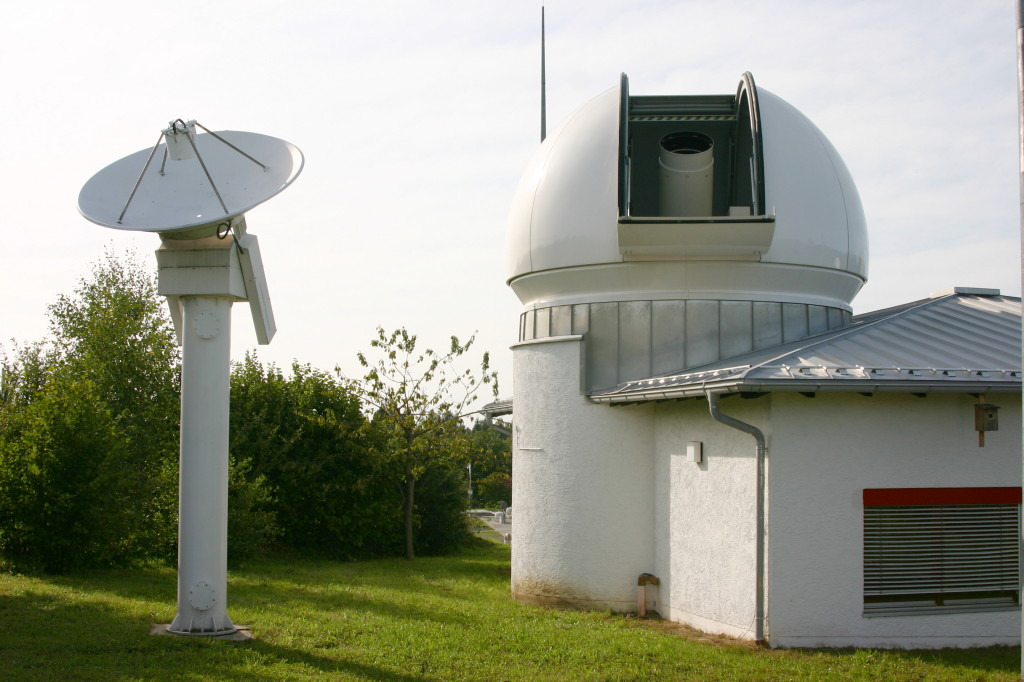
Laser Ranging System geodèsic del centre observatori Wettzell, Alemanya.

El Satellite Laser Ranging (SLR) o Mesuraments Làser per Satèl·lits és un mètode molt precís de mesurament de distàncies realitzat mitjançant l'emissió de polsos de Llum Làser a satèl·lits d'acord amb el principi de pols-eco.
El procés consisteix a enviar un molt curt i potent pols de llum làser mitjançant un Telescopi Làser als retroreflectors dels satèl·lits que es troben en òrbites 300 km a 40.000 km de distància de la superfície de la Terra. Aquests retrorreflectores són " miralls " especials amb la capacitat de reflectir la llum en la mateixa direcció d'incidència. Llavors el feix de llum viatja fins al satèl·lit, i torna cap al receptor del telescopi.
Emprant un PET (Pico Event Timer), un rellotge capaç mesurar intervals de temps molt petits (picosegons), es mesura el temps de vol del pols làser en el seu viatge d'anada i tornada. Amb aquest temps de vol i coneguda la velocitat de la llum, és possible calcular la distància entre el satèl·lit i el telescopi.
Aquest procés es repeteix a altes velocitats seguint l'òrbita del satèl·lit durant el temps en què el satèl·lit es troba dins del rang d'abast del telescopi.
Aquest sistema proveeix mesuraments instantànies amb un nivell de precisió mil·limètrica, les quals poden ser acumulades per tal de determinar de forma precisa les òrbites dels satèl·lits mesurats i així subministrar importants dades científiques.